# James Mercer (Mathematiker)
James Mercer (* 15. Januar 1883 in Bootle bei Liverpool; † 21. Februar 1932 in London) war ein englischer Mathematiker mit Arbeitsschwerpunkt in Analysis und Funktionalanalysis.

## Leben
Seine Eltern waren Thomas Mercer (geboren um 1852 in Up Holland in Lancashire), ein Bankkassierer, und Sarah Alice Mercer (geboren um 1858 in Liverpool). Er hatte acht jüngere Geschwister.
Mercer studierte Mathematik am University College Liverpool und danach am Trinity College in Cambridge. 1907 schloss er dort sein Studium ab, wobei er zusammen mit John E. Littlewood Bester (bracketed Senior Wrangler) bei den Tripos war. 1909 wurde er zum Fellow (Ehrenmitglied) am Trinity College gewählt. Nach einer Zwischenstation als Assistant Lecturer (Assistenzprofessor) in seiner Heimatstadt Liverpool kehrte er als Fellow und Dozent nach Cambridge zurück. Am Ersten Weltkrieg nahm er als Soldat teil. Nach dem Krieg nahm er seine Arbeit in Cambridge wieder auf. Er wurde 1922 zum Mitglied der Royal Society gewählt. 1926 musste sich Mercer aus gesundheitlichen Gründen pensionieren lassen.

## Werk
Mercer leistete wichtige Beiträge zur Theorie der Integralgleichungen. Er bewies den Satz von Mercer, demzufolge der Integralkern eines positiv-definiten Integraloperators als absolut und gleichmäßig konvergente Reihe über seine Eigenwerte und Eigenvektoren dargestellt werden kann. Dieser Satz liegt z. B. dem Kernel-Trick zugrunde, mit dem ein linearer Klassifikator erfolgreich auf nicht linear klassifizierbare Daten angewendet werden kann.

## Schriften
- James Mercer: Functions of positive and negative type and their connection with the theory of integral equations. In: Philosophical Transactions of the Royal Society A. Band 209, Nr. 441–458, 1909, ISSN 0264-3952, S. 415–446, doi:10.1098/rsta.1909.0016, bibcode:1909RSPTA.209..415M (englisch).